# Campionato europeo della montagna 2010
Il Campionato europeo della montagna 2010, sessantesima edizione della manifestazione organizzata dalla Federazione Internazionale dell'Automobile, si svolse dal 25 aprile al 19 settembre 2010 su dodici tappe disputatesi in undici paesi (l'Italia fu l'unica nazione ad ospitare due eventi nella stagione). 
Il pilota toscano Simone Faggioli fece il tris di titoli nella classe regina (la Categoria II), al volante dell'Osella FA30-Zytek mentre in Categoria I il tedesco Roland Wanek su Mitsubishi Lancer Evo IX, quinto nel 2009, si aggiudicò la vittoria finale dopo una strenua lotta con il connazionale Achim Kreim alla guida di una Lancer Evo VIII.

## Calendario prove
| Tappa | Data         | Corsa                                              | Sede                      | Vincitore                           |
| ----- | ------------ | -------------------------------------------------- | ------------------------- | ----------------------------------- |
| 1     | 25 aprile    | Großer Bergpreis von Oesterreich - Rechbergrennen  | Tulwitz Austria           | Simone Faggioli - Osella FA30-Zytek |
| 2     | 9 maggio     | Rampa Internacional de Portugal - Serra da Estrela | Covilhã Portogallo        | Simone Faggioli - Osella FA30-Zytek |
| 3     | 16 maggio    | 39 Subida Internacional al Fito                    | Arriondas Spagna          | Fausto Bormolini - Reynard K02      |
| 4     | 6 giugno     | ECCE HOMO Stenberk                                 | Šternberk Rep. Ceca       | Simone Faggioli - Osella FA30-Zytek |
| 5     | 13 giugno    | ADAC/RTT Bergrennen Trier                          | Fell Germania             | Simone Faggioli - Osella FA30-Zytek |
| 6     | 4 luglio     | 60ª Trento-Bondone                                 | Trento Italia             | Simone Faggioli - Osella FA30-Zytek |
| 7     | 11 luglio    | 47ª Coppa Bruno Carotti                            | Rieti Italia              | Simone Faggioli - Osella FA30-Zytek |
| 8     | 18 luglio    | Slovakia Matador 2010                              | Pezinok Slovacchia        | Simone Faggioli - Osella FA30-Zytek |
| 9     | 8 agosto     | Course de Côte du Mont Dore Chambon sur Lac        | Chambon-sur-Lac Francia   | Simone Faggioli - Osella FA30-Zytek |
| 10    | 15 agosto    | Course de côte St-Ursanne - Les Rangiers           | Saint-Ursanne Svizzera    | annullata .                         |
| 11    | 29 agosto    | PETROL FERRARI Ilirska Bistrica                    | Ilirska Bistrica Slovenia | Jaroslav Krajci - Lola B02/50       |
| 12    | 19 settembre | Buzetski dani 2010                                 | Buzet Croazia             | Vaclav Janik - Lola B02/50          |

## Classifiche

### Categoria I
| Pos | Pilota                         | Vettura                    | Austria (bandiera) | Portogallo (bandiera) | Spagna (bandiera) | Rep. Ceca (bandiera) | Germania (bandiera) | Italia (bandiera) | Italia (bandiera) | Slovacchia (bandiera) | Francia (bandiera) | Svizzera (bandiera) | Slovenia (bandiera) | Croazia (bandiera) | Pts   |
| --- | ------------------------------ | -------------------------- | ------------------ | --------------------- | ----------------- | -------------------- | ------------------- | ----------------- | ----------------- | --------------------- | ------------------ | ------------------- | ------------------- | ------------------ | ----- |
| 1   | Roland Wanek                   | Mitsubishi Lancer Evo IX   | 20                 | -                     | 10                | 20                   | 20                  | -                 | -                 | 15                    | 10                 | 7.5                 | 15                  | 15                 | 132.5 |
| 2   | Achim Kreim                    | Mitsubishi Lancer Evo VIII | 20                 | -                     | 20                | -                    | 20                  | 8                 | 3                 | -                     | 10                 | 6                   | 20                  | 20                 | 127   |
| 3   | Christian Schweiger            | Mitsubishi Lancer Evo VIII | 15                 | 10                    | 15                | -                    | 15                  | 3                 | 20                | 15                    | -                  | -                   | -                   | -                  | 93    |
| 4   | Ales Prek                      | Honda Civic Type-R         | 10                 | -                     | -                 | 12                   | 10                  | -                 | -                 | 8                     | 5                  | 5                   | 20                  | 20                 | 90    |
| 5   | Jiri Los                       | Subaru Impreza STi         | 8                  | 7.5                   | 6                 | 15                   | 12                  | -                 | (1)               | 12                    | 6                  | 6                   | 2                   | 12                 | 86.5  |
| 6   | Jaromir Maly                   | Subaru Impreza STi         | -                  | -                     | -                 | 20                   | 12                  | -                 | -                 | 12                    | -                  | 7.5                 | 12                  | -                  | 63.5  |
| 7   | Josè Joaquín Fernandez Alcazar | Mitsubishi Lancer Evo IX   | -                  | 10                    | 12                | -                    | 15                  | 10                | 8                 | -                     | 7.5                | -                   | -                   | -                  | 62.5  |
| 8   | Lukas Vojacek                  | Alfa 147 TS SP             | 1                  | -                     | 10                | 10                   | 8                   | -                 | -                 | 8                     | 6                  | 3                   | -                   | 15                 | 61    |
| 9   | Petr Vojacek                   | Mitsubishi Lancer Evo VIII | 12                 | -                     | -                 | 15                   | 10                  | -                 | -                 | 6                     | 7,5                | 4                   | -                   | -                  | 54.5  |
| 10  | Dieter Holzer                  | Mitsubishi Lancer Evo VIII | 15                 | -                     | -                 | -                    | -                   | -                 | -                 | 10                    | -                  | -                   | 12                  | -                  | 37    |

### Categoria II
| Pos | Pilota            | Vettura            | Austria (bandiera) | Portogallo (bandiera) | Spagna (bandiera) | Rep. Ceca (bandiera) | Germania (bandiera) | Italia (bandiera) | Italia (bandiera) | Slovacchia (bandiera) | Francia (bandiera) | Svizzera (bandiera) | Slovenia (bandiera) | Croazia (bandiera) | Pts  |
| --- | ----------------- | ------------------ | ------------------ | --------------------- | ----------------- | -------------------- | ------------------- | ----------------- | ----------------- | --------------------- | ------------------ | ------------------- | ------------------- | ------------------ | ---- |
| 1   | Simone Faggioli   | Osella FA30-Zytek  | 20                 | 20                    | -                 | 20                   | 20                  | 20                | 20                | 20                    | 20                 | -                   | -                   | -                  | 160  |
| 2   | Fausto Bormolini  | Reynard K02        | 10                 | 15                    | 20                | -                    | 15                  | 4                 | 12                | 3                     | 12                 | 4                   | 15                  | -                  | 110  |
| 3   | Otakar Kramsky    | Reynard K10        | 3                  | 10                    | 12                | 12                   | 4                   | -                 | 4                 | 4                     | 10                 | (2)                 | 10                  | 15                 | 84   |
| 4   | Jaroslav Krajci   | Lola B02/50        | 15                 | -                     | -                 | 6                    | -                   | -                 | -                 | 10                    | -                  | -                   | 20                  | 12                 | 63   |
| 5   | Adriano Zerla     | Osella PA30        | 7.5                | 10                    | -                 | -                    | 10                  | 7.5               | 12                | 10                    | -                  | 3.8                 | -                   | -                  | 60.8 |
| 6   | Vaclav Janik      | Lola B02/50        | (1)                | 2                     | 8                 | 1                    | 2                   | 1                 | 1                 | 8                     | 6                  | -                   | 3                   | 20                 | 52   |
| 7   | Renzo Napione     | Reynard K02        | 4                  | 12                    | -                 | 4                    | 6                   | 2                 | 8                 | -                     | 8                  | -                   | 8                   | -                  | 52   |
| 8   | Petr Vitek        | Osella PA20S-BMW   | -                  | -                     | -                 | 10                   | 10                  | -                 | -                 | 7.5                   | -                  | 3                   | 10                  | 10                 | 50.5 |
| 9   | Milan Svoboda     | Lola T96/50        | 2                  | 8                     | 15                | 10                   | 3                   | -                 | -                 | 1                     | -                  | -                   | 4                   | -                  | 43   |
| 10  | Gianclaudio Dessì | Osella PA21S-Honda | 10                 | -                     | -                 | -                    | -                   | 20                | 12                | -                     | -                  | -                   | -                   | -                  | 42   |

- I punti tra parentesi non vengono considerati in quanto, per ogni mezza stagione, il numero dei risultati ritenuti validi sarà il totale meno uno; il peggiore viene pertanto scartato.